# Гвидни Јоуханесон
Гвидни Торласијус Јоуханесон (исл. Guðni Thorlacius Jóhannesson; Рејкјавик, 26. јун 1968) исландски је политичар који је обављао дужност председника државе од 1. августа 2016. до 1. августа 2024. године. На том месту наследио је Оулавира Рагнара Гримсона. Јоуханесон је историчар по професији и професор на Исландском универзитету. По занимању је историчар и био је доцент на Универзитету Исланда. Бави се истраживањем савремене исландске историје, а објавио је и низ научних радова о ратовима, исландској финансијској кризи од 2008. до 2011. и исландским председницима.

## Детињство, младост и образовање
Гвидни је син новинарке Маргерит Тораликус и спортског инструктора Јоханеса Сјемундсона. Његов брат Патрекур Јоханесон је бивши исландски рукометни репрезентативац. Гвидни је у младости играо рукомет у Великој Британији и Исланду.
Дипломирао је 1987. године на Ментасколин Рејкјавику, јуниорском колеџу у центру Рејкјавика. У тој школи се такмичио у многим квизовима. Дипломирао је историју и политичке науке на Универзитету Варвик у Енглеској 1991. године и магистрирао је историју на Универзитету Исланда 1997. године. Године 1999. је одбранио мастер из историје на колеџу Сент Ентони у Оксфорду, а 2003. године и докторат из историје на Универзитету Краљица Мери у Лондону.

## Каријера
Гвидни је радио као предавач на Универзитету Исланда, Универзитету Бифорст и Универзитету у Лондону. У време председничке кандидатуре је био виши предавач историје на Универзитету Исланда. Током проучавања савремене исландске историје објавио је многе научне радове попут биграфије исландског премијера Гунара Тордсена и књигу о председничком мандату Кристијана Елдјарна. 90-их година је превео четири књиге америчког аутора Стивена Кинга на исландски језик.
Одлучио је да се кандидује за председника 5. маја 2016. године. Пре него што се кандидовао, често се појављивао на телевизији како би коментарисао и одржао историјски говор о Панама папирима који су довели до пада исландског премијера Сигмундура Давида Гунлаугсона. У телевизијским гостовањима је износио и савете дотадашњем председнику Олафу Рагнару Гримсону, што је довело до пораста Јоханесонове популарности.
У председничкој кандидатури је истицао одредбе о грађанској иницијативи у Уставу Исланда. По предизборним анкетама је био апсолутни фаворит за победу и победио је са 39,1% гласова.
Гвидни није повезан ни са једном исландском странком. Себе је описао као председника који ће се мање бавити политиком, али ће наглашавати важност јеинства исландске нације.
Преузео је дужност председника Исланда 1. августа 2016. године. Са 48 година је постао најмлађи исландски председник. За само месец дана његовог мандата је достигао подршку од 68,6%. У октобру 2016. године је водио преговоре о формирању владе, који су били јако тешки, јер ниједна странка није имала парламентарну већину. Децембра 2016. године је достигао подршку од 97% што је највећа подршка за једног исландског председника. Априла 2019. године подршка Јоханесону је била на 93,5% анкетираних грађана.
Фебруара 2017. године је привукао пажњу изјавивши, кроз шалу, да ће забранити хавајску пицу.

## Лични живот
Гвидни је одрастао у католичкој породици, али он је нерелигиозан због извештаја о злочинима које су починили католички свештеници. Његов уверење је Универзална деклерација о људским правима по којој се сва људска бића рађају слободна и једнака у достојанству и правима.
Отац му је преминуо у 42. години због рака. Има два брата Патрекура, који је тренер аустријске рукометне репрезентације и Јоханеса, који ради као системски аналитичар. Ожењен је са Канађанком Елизом Џон Рид од 2004. године и имају четворо деце. Срели су се на студијама у Енглеској, а 2003. године су се преселили на Исланд. Гвидни има и ћерку из првог брака. Носилац је највиших државних одликовања Исланда, Данске, Финске, Летоније, Норвешке и Шведске. Такође је у породичним односима са Бараком Обамом и Доналдом Трампом преко заједничких предака.